# Đỗ Bí
Đỗ Bí hay Lê Bí (?-1460) là khai quốc công thần nhà Hậu Lê trong lịch sử Việt Nam, quê ở thôn Hắc Lương  nay là huyện Nông Cống, tỉnh Thanh Hóa.

## Tham gia khởi nghĩa Lam Sơn
Đỗ Bí tham gia khởi nghĩa Lam Sơn từ ngày đầu. Khi đó quân Lam Sơn chưa đủ mạnh, thường bị quân Minh đánh bại. Khi có tên Ái phản bội dẫn lối cho quân Minh đánh úp nghĩa quân, vợ con người nhà của Lê Lợi bị bắt rất nhiều. Lòng quân chán nản, bỏ trốn rất nhiều. Lúc đó Đỗ Bí trong số ít các tướng sĩ vẫn theo Lê Lợi cố thủ trong núi Chí Linh. Dù bị tuyệt lương trong 3 tháng vẫn kiên cường phòng thủ cho tới lúc quân Minh rút đi.
Quân Minh truy kích Lê Lợi không được, sai người đào mộ Lê Khoáng là cha của Lê Lợi, lấy hài cốt mang về. Lê Lợi sai ông và Trịnh Khả đi lấy lại. Ông cùng Trịnh Khả đội cỏ, lẻn bơi đến thuyền quân Minh, lấy trộm lại được hài cốt Lê Khoáng mang về cho chủ tướng.
Tháng 12, năm 1424, Đỗ Bí cùng với các tướng Lê Sát, Phạm Vấn, Đinh Lễ, Lưu Nhân Chú, Lê Ngân, Lê Chiến, Lê Tông Kiều, Lê Khôi, Lê Bôi, Lê Văn An đánh trận Khả Lưu. Các tướng cùng nhau hãm trận, giết quân Minh vô số, bắt sống đô đốc Chu Kiệt, chém chết đô ty Hoàng Thành, đuổi quân Minh 3 ngày, tới tận thành Nghệ An.
Tháng 8, 1426, Lê Lợi cho rằng tinh binh quân Minh tập trung ở Nghệ An, liền chia quân đi các nơi chặn viện binh quân Minh và đánh các thành còn chưa đầu hàng. Đỗ Bí được lệnh cùng với Phạm Văn Xảo, Lý Triện, Trịnh Khả, Lê Như Huân đem hơn 3000 quân, 1 thớt voi đi tuần các xứ Thiên Quan, Quảng Oai, Quốc Oai, Gia Hưng, Quy Hóa, Đà Giang, Tam Đái, Tuyên Quang để cắt đứt đường viện binh của giặc từ Vân Nam sang.
Ngày 12 tháng 8, cánh quân khoảng 3000 quân do Đỗ Bí, Lý Triện, Lê Khả, Lê Như Huân tiến tới gần Đông Quan. Quân Minh thấy cánh quân này trơ trọi, từ xa tới, liền dốc quân ra đánh. Trận quyết chiến ở xứ Ninh Kiều, thuộc Ứng Thiên , Lý Triện, Lê Khả, Đỗ Bí dốc sức quyết chiến, quá tan quân Minh, chém 2000 người, rồi tiến quân đóng ở phía Tây sông Ninh Giang. Tham tướng Trần Trí lo sợ liền đắp thêm lũy, đào thêm hào cố thủ, gửi thư cho Lý An, Phương Chính bảo bỏ thành Nghệ An. Tháng 9 năm đó, Phương Chính, Lý An bỏ thành Nghệ An chạy về Đông Đô. Lê Lợi không lỡ thời cơ, ngày đêm đi gấp đuổi theo sau.
Cánh quân cũ chia làm hai, cánh thứ nhất do Lê Khả, Phạm Văn Xảo chỉ huy tiến binh đến lộ Tam Giang đón đánh viện binh nhà Minh, cánh thứ 2 do Lý Triện, Đỗ Bí chỉ huy ở lại Đông Quan. Ngày 21, tháng 9 năm 1426, Lý Triện đánh nhau với quân Minh ở cầu Nhân Mục, chém hơn một nghìn thủ cấp, bắt đô ty Vi Lượng.
Ngày mồng 6, tháng 10 năm 1426, Vương Thông dẫn 10 vạn quân chia làm 3 hướng, Vương Thông đóng ở bến Cổ Sở, Phương Chính đóng quân ở cầu Sa đôi, Sơn Thọ, Mã Kỳ đóng quân ở cầu Thanh Oai, cho là 1 trận mà bắt hết nghĩa quân.
Lý Triện, Đỗ Bí mai phục binh tượng ở đồng Cổ Lãm, do quân nhử quân Sơn Thọ, Mã Kỳ, quân Minh đuổi theo, khi qua bờ cầu Tam La, chỗ ấy ruộng nước bùn lầy, nghĩa quân mai phục nổi dậy đánh tạt ngang. Quân Minh sa lầy, hỗn loạn, bị giết hơn 1000 người, bị bắt sống 500 người, chạy đến trại ở cầu Nhân Mục. Lý Triện, Đỗ Bí định đánh chặn hậu doanh của Phương Chính, nhưng Chính rút quân rồi, bèn rút quân về.
Ngày mồng 7, tháng 10, cánh quân Lý Triện, Đỗ Bí chỉ huy giao chiến với quân của Vương Thông ở Cổ Sở. Quân Minh phục binh trước, đan tra làm lá chắn, bên trong gài chông sắt, giả vứt lá chắn bỏ chạy. Voi nghĩa quân giẫm lên, trúng phải chông sắt, nghĩa quân thất lợi, tháo lui. Lý Triện, Đỗ Bí tự liệu không thể đương đầu nổi liền phá hủy doanh trại cũ, đóng quân nơi hiểm yếu, cầu cứu cánh quân do Đinh Lễ, Lê Chiến, Nguyễn Xí chỉ huy.
Lúc ấy cánh quân này đang mai phục tinh binh ở Thanh Đàm để đợi quân Minh. Nhận được tin báo, đang đêm đem hơn 3000 quân tinh nhuệ, 2 thớt voi đến cứu, hội quân ở Cao Bộ, chia quân mai phục. Nhân bắt được gián điệp của giặc, tra hỏi mới biết quân Minh định đặt súng phía sau nghĩa quân
Đinh Lễ, Lý Triện tương kế tựu kế, lừa Vương Thông vào trận địa mai phục và đại phá quân Minh, chém thượng thư Trần Hiệp, nội quan Lý Lượng và 5 vạn người, bắt sống 1 vạn người.
Tháng 1, năm 1427, Đỗ Bí dưới quyền của Thái úy Lý Triện, Lê Văn An cầm 14 vệ quân đóng ở cửa Bắc, cửa quan trọng nhất, vây thành Đông Quan. Tháng 2, ngày mồng 7, Phương Chính ngầm đem quân đánh úp Cảo Động, huyện Từ Liêm, Lý Triện cố sức đánh lại, bị tử trận, Đỗ Bí bị quân Minh bắt sống. Sau khi quân Minh về nước, Vương Thông lấy lễ trả Đỗ Bí về với Lê Lợi.

## Đại thần nhà Hậu Lê
Ngày mồng 3, tháng 5, năm 1429 ban biển ngạch công thần cho 93 viên, Đỗ Bí được phong làm Huyện hầu, mang quốc tính họ Lê.
Sử không chép về việc ông làm gì trong 2 triều vua Lê Thái Tổ, Lê Thái Tông.
Năm 1448, vua Lê Nhân Tông về Lam Kinh, Đỗ Bí lúc ấy giữ chức Đô áp nha cùng với Đại tư đồ Lê Thận ở lại trông giữ kinh đô.
Năm 1456, Đại tư đồ Đỗ Bí đến tế miếu Chiêu Hiếu Vương và Trung Dũng Vương, dùng 3 trâu
Năm 1459, hoàng tử Lê Nghi Dân nửa đêm bắc thang vào thành giết vua Lê Nhân Tông và hoàng thái hậu Nguyễn Thị Anh, lên ngôi vua. Không lâu sau, Đỗ Bí, Lê Ê, Lê Thụ lúc ấy là những người chức cao vào hàng tể thần, định làm binh biến. Nhưng việc lộ ra, ông và những người đồng mưu đều bị giết. Không rõ khi đó Đỗ Bí bao nhiêu tuổi. Ông sống qua 4 đời vua đầu tiên của nhà Hậu Lê.
Không lâu sau, Lê Thánh Tông được một nhóm đại thần khác do Nguyễn Xí cầm đầu đưa lên ngôi sau khi lật đổ Nghi Dân. Khi Nguyễn Xí tâu thăng các công thần tại chức hay đã chết, Lê Thánh Tông bác bỏ và ra phán xét như sau:
| “ | "Đã xem hết tờ tâu, trong ấy có xin cho bọn Lê Ê, Lê Thụ, Đỗ Bí, Lê Ngang theo như lệ công thần đã mất, nhưng câu ấy còn có thể bẻ lại được, là vì khoảng năm Diên Ninh, Đỗ Bí, Lê Ê ở chức cao nhất vào hàng tể thần; Lê Ngang, Lê Thụ tay cầm cấm quân, giữ việc an nguy, đáng lẽ phải dẹp yên giặc loạn, chuyển nguy thành an mới phải, thế mà chỉ biết sắp gà vào trong nồi mà để cá kình lọt ra ngoài lưới. Đến sau mưu việc không kín, đến nỗi phải phơi thây ở bên đường. Đó lại thêm một tội kháctrong các tội của bọn Bí, Ngang, có khác gì tội giết vua của Triệu Thuẫn ngày xưa, sau được để cùng với những công thần đã mất? | ” |